# Tetragonula clypearis
Tetragonula clypearis là một loài Hymenoptera trong họ Apidae. Loài này được Friese mô tả khoa học năm 1908.

## Hình ảnh

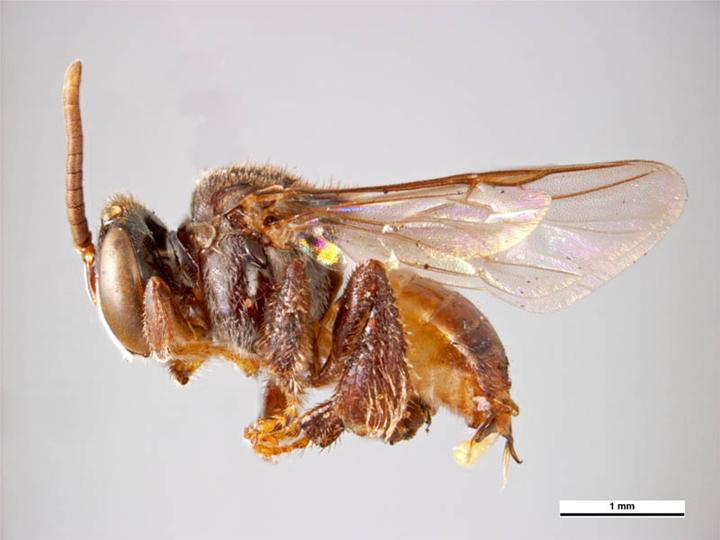